# Liste der Sherlock-Holmes-Pastiches
Die folgende Liste listet alle Sherlock-Holmes-Geschichten von anderen Autoren als dem Ursprungsautor Arthur Conan Doyle auf. Siehe hierzu den Hauptartikel Sherlock-Holmes-Pastiches. Soweit ins Deutsche übersetzt, sind die deutschen Titel in Klammern erwähnt.

## Romane, Erzählungen
Adams, Guy: The Army of Dr. Moreau (Die Armee des Dr. Moreau, 2014), ISBN 978-3-8332-2873-5
Adams, Guy: The Breath of God (Der Atem Gottes, 2013), ISBN 978-3-8332-2872-8
Anderson, Poul: The Time Patrol, 1991 (Die Chroniken der Zeitpatrouille, 1997), ISBN 3-453-11946-0
Andrews, Val: Sherlock Holmes and the Eminent Thespian, 1988 (Sherlock Holmes und die Kronjuwelen, 1989, ISBN 3-426-02898-0)
Andrews, Val: Sherlock Holmes and the disappearing princess, 1989 (Sherlock Holmes und die verschwundene Prinzessin, 1990, ISBN 3-426-02989-8)
Andrews, Val: Sherlock Holmes and the Brighton Pavillon Mystery, 1989 (Sherlock Holmes und das Geheimnis des Royal Pavillon, 1992, ISBN 3-426-03098-5)
Andrews, Val: The mystery of the sealed room, 1980
Andrews, Val: Sherlock Holmes and the arthritic clergyman, 1980
Arnold, Alan: Young Sherlock Holmes 1985 (Das Geheimnis des verborgenen Tempels, 1986, ISBN 3-404-13059-6)
Ash, Cay Van: Ten years beyond Baker Street, 1984 (Holmes und Dr. Fu Manchu)
Aubrey, Edmund: Sherlock Holmes in Dallas, 1981
Bachmann, Tobias und Prescher, Sören: Sherlock Holmes taucht ab, 2012, ISBN 978-3-927071-76-6
Baresch, Martin: Sherlock Holmes und die Mordakte Watson, E-Book, 2014, ISBN 978-3-944561-28-8
Baresch, Martin: Sherlock Holmes – Narbenseele, E-Book, 2014
Baresch, Martin: Sherlock Holmes – Die geheimen Kriminalfälle, E-Book, 2014
Baresch, Martin: Sherlock Holmes und der Lügensammler, E-Book, 2017, ISBN 978-3-7438-0538-5
Barkawitz, Martin: Sherlock Holmes jagt Hieronymus Bosch, 2014, ISBN 978-3-89840-394-8
Baum, Beate: Mycrofts Auftrag. Ein Sherlock-Holmes-Krimi, 2017, ISBN 978-3-946938-35-4
Bayard, Pierre: Freispruch für den Hund der Baskervilles. Kunstmann, ISBN 978-3-88897-529-5
Beckwith, David B.: Chronicles of Sherlock Holmes, 2011
Benson, R.: Sherlock Holmes in New York, 1976
Boucher, Antony: The Case of the Baker Street Irregulars, 1940
Boyer, Rick: The giant rat of Sumatra, 1976 (Die Riesenratte von Sumatra, 1979, ISBN 3-421-01892-8)
Breuer, Hajo F.: Die Baker-Street-Bande, 1989, ISBN 3-404-11484-1
Braun, Eckhard: Sherlock Holmes – Die falsche Revolverkugel – Das Hampton-Rätsel, 1988, ISBN 3-89184-047-0
Bruce, Collin: The strange case of Mrs. Hudsons cat, 1997 (Sherlock Holmes und der Energie-Anarchist, 1998, ISBN 3-7643-5834-3)
Budinger, Linda: Sherlock Holmes, Das ungelöste Rätsel. Voodoo Press, ISBN 978-3-902802-05-7
Büchner, Barbara: Sherlock Holmes und die seltsamen Särge, 2014, ISBN 978-3-927071-62-9
Büchner, Barbara: Sherlock Holmes und der geheimnisvolle Mister Scrabb, 2015
Büchner, Barbara: Sherlock Holmes und der Höllenbischof, 2017, ISBN 978-3-943570-81-6
Buttler, Michael: Sherlock Holmes und die indische Kette; Blitz-Verlag, E-Book, 2013
Campbell, J. R: Gaslight Arcanum: Uncanny Tales of Sherlock Holmes; 2011
Cannon, H.P.: Pulptime, 1985
Carr, Caleb: The italian Secretary, 2005 (Das Blut der Schande; 2006, ISBN 3-453-40457-2)
Chabon, Michael: The Final Solution 2004 (Das letzte Rätsel, 2005, ISBN 3-462-03626-2)
Collins, Randall: The case of the philosophers ring, 1978
Cullen, Mitch: A slight Trick of the Mind, 2005 (2015 verfilmt als Mr. Holmes mit Ian McKellen)
Derleth, August: The adventures of Solar Pons, 1945
Dexter, Colin: Morse´s Greatest Mystery, 1993 (Ihr Fall, Inspector Morse – Eine falsche Identität, 1995, ISBN 3-499-43148-3)
Dibdin, Michael: The last Sherlock Holmes Story, 1978 (Der letzte Sherlock Holmes Roman, 1980)
Edginton, Ian/Fabbri, Davide: Sherlock Holmes vs Zombies (Comic); 2010, ISBN 978-3-86201-015-8
Eichner, Karsten: Sherlock Holmes – die Wiesbadener Fälle, 2009, ISBN 978-3-7973-1161-0
Endres, Christian: Sherlock Holmes und das Uhrwerk des Todes; 2009, ISBN 978-3-941258-16-7
Endres, Christian: Sherlock Holmes und die tanzenden Drachen, 2015, ISBN 978-3-86402-220-3
Estleman, Loren D.: Dr. Jekyll and Mr. Holmes, 1980
Estleman, Loren D.: Sherlock Holmes vs. Dracula, 1979
Farmer, Philip Jose: The adventure of the peerless peer, (Sherlock Holmes und die Legende von Greystoke), 2011/2013, ISBN 978-3-86402-066-7
Fish, Robert L.: The incredible Schlock Holmes, 1966
Fish, Robert L.: The memoirs of Schlock Holmes, 1974
Franke, Franziska: Sherlock Holmes und die Büste der Primavera; 2009, ISBN 978-3-940077-66-0
Franke, Franziska: Sherlock Holmes und der Club des Höllenfeuers; 2010, ISBN 978-3-940077-93-6
Franke, Franziska: Sherlock Holmes und die Katakomben von Paris; 2011, ISBN 978-3-942446-19-8
Franke, Franziska: Sherlock Holmes und der Fluch des grünen Diamanten, 2012, ISBN 978-3-942446-66-2
Franke, Franziska: Sherlock Holmes und das Ungeheuer von Ulmen 2013, ISBN 978-3-942446-90-7
Franke, Franziska: Sherlock Holmes und der Ritter von Malta, 2014, ISBN 978-3-95441-192-4
Franke, Franziska: Sherlock Holmes und das Geheimnis der Pyramide, 2015, ISBN 978-3-95441-261-7
Franke, Franziska: Sherlock Holmes und die schwarze Kobra, 2016, ISBN 978-3-95441-322-5
Fröhlich, Thomas: Sherlock Holmes und das Geheimnis des Illusionisten, 2013, ISBN 978-3-9502558-6-7
Frost, Mark: The List of Seven, 1993; (Sieben, 2004, ISBN 3-453-87878-7)
Frow, Gerald: Young Sherlock The adventure at Ferrymenans Creek, 1984 (Sherlock Holmes – Nacht der Vergeltung, 1986)
Frow, Gerald: Young Sherlock The Mystery of the Manor House, 1982 (Sherlock Holmes – Die vertauschte Queen, 1985)
Gardner, John: The return of Moriarty, 1974
Gardner, John: The revenge of Moriarty, 1975
Garvett, Glenn: The adventure of the mysterious Lodger, 1979
Grandt, G. G. Sherlock Holmes im Auftrag der Krone, Blitz-Verlag, E-Book, 2015
Grandt, G. G. Sherlock Holmes und die Kaiserattettate, Blitz-Verlag, E-Book, 2016
Gray, David: Der Geist des Architekten, 2013, ISBN 978-1-4952-2209-2
Gray, David: Das Grab der Molly Maguire, 2014, ISBN 978-1-5056-0991-2
Grießbach, Heiko: Sherlock Holmes soll sterben, E-Book, 2013
Grießbach, Heiko: Die verschwundene Mrs. Hudson, E-Book, 2013
Grießbach, Heiko: Der todkranke Patient, E-Book, 2014
Grießbach, Heiko: Der Mord im Buch, E-Book, 2015
Hall, Robert Lee: Exit Sherlock Holmes, 1977 (Die silberne Falle), 1981, ISBN 3-505-08160-4
Hahn, Nikola: Die Farbe von Kristall, 2002, ISBN 978-3-548-26170-6
Hahn, Ronald M.: Sherlock Holmes und die geheimnisvolle Wand, 2013, ISBN 978-3-89840-337-5
Hardwick, Michael + Mollie: The private life of Sherlock Holmes, 1970 (Sherlock Holmes Privatleben, 1973 sowie Holmes und die Spionin, 2006, ISBN 3-89840-213-4), 1970 verfilmt von Billy Wilder.
Hardwick, Michael: Der Fluch von Baskerville, 2004; ISBN 3-89840-211-8
Hardwick, Michael: The Private Life of Dr. Watson, 1983 (Sherlock Holmes – Dr. Watson 2014), ISBN 978-3-89840-381-8, auch als E-Book
Hardwick, Michael: The Revenge of the Hound, 2004 (Der Hund der Rache, 2014, Blitz-Verlag), ISBN 978-0-7434-9824-1, auch als E-Book
Harrison, Michael: In the footsteps of Sherlock Holmes, 1958
Harrison, Michael: I, Sherlock Holmes, 1977
Harrison, Michael: A sherlockian Anthology, 1976
Haughy, Thomas Brace: The case of the invisible thief, 1974
Heard, Henry Fitzgerald: A taste for honey, 1980 (Die Honigfalle, 1988, ISBN 3-7701-2005-1)
Heard, Henry Fitzgerald: Reply paid, 1980 (Anlage: Freiumschlag, 1990, ISBN 3-7701-2006-X)
Heard, Henry Fitzgerald: The notched hairpin, 1980 (Das Geheimnis der Haarnadel, 1995, ISBN 3-7701-2007-8)
Hodel, Michael + Sean Wright: Enter the lion, 1979
Hoese, Desirée: Sherlock Holmes und die Loge der Wiederkehr, 2015, ISBN 978-3-927071-68-1
Hoffmann, Oliver: Brandspuren, in: Christian von Aster (Hrsg.): Die Baker-Street-Artefakte, 2015, ISBN 978-3-86762-249-3
Hohlbein, Wolfgang: Der Hexer von Salem, 2000, ISBN 978-3-404-13101-3
Horowitz, Anthony: The house of silk (Das Geheimnis des weißen Bandes); 2011, ISBN 978-3-458-17543-8
Horowitz, Anthony: The Three Monarchs, 2014 (Die drei Königinnen. Ein neuer Fall für Sherlock Holmes), 2014, ISBN 978-3-458-73966-1
Horowitz, Anthony: Moriarty (Der Fall Moriarty), 2014, ISBN 978-3-458-17612-1
Hosier, Sydney: Elementary, Mrs. Hudson, 1996 (Kein Fall für Mr. Holmes, 1997, ISBN 3-612-25182-1)
Iraldi, James C.: The problem of the purple maculas, 1968
Irtenkauf, Dominik: Holmes und das Elfentofo, 2009, ISBN 978-3-89840-216-3
Jackob, Peter: Das Geheimnis von Compton Lodge. Gollenstein, ISBN 978-3-86390-007-6
Jackob, Peter: Die Jagdgesellschaft von Billingshurst, Gollenstein, ISBN 978-3-944040-50-9
Jaffee, Mary + Irving: Beyond Baker Street, 1973
Jeffers, J. H. P.: The adventure of the Stalwart Companions, 1978
Kastner, Jörg: Dr. Watson und der Fall Sherlock Holmes, 1994, ISBN 3-928598-22-8
Kastner, Jörg: Sherlock Holmes und der Schrecken von Sumatra, 1997, ISBN 3-910079-40-7
Kemmer, Wolfgang: Sherlocks Geist, Gmeiner Verlag, Meßkirch 2015, ISBN 978-3-8392-1753-5
Kendrick, Stephen: Night Watch, 2001
Kiederle, Arthur: Das Gespenst von London, 1994,
King, Laurie R.: The beekeeper`s apprentice, 1994 (Die Gehilfin des Bienenzüchters, 1997), ISBN 3-499-23836-5
King, Laurie R.: A monstrous regiment of women, 1996 (Tödliches Testament, 1997), ISBN 3-499-23970-1
King, Laurie R.: A letter of Mary, 1996 (Die Apostelin, 1997), ISBN 3-499-22182-9
King, Laurie R.: The moor, 1998 (Das Moor von Baskerville, 2002), ISBN 3-499-22416-X
King, Laurie R.: O Jerusalem, 1999
King, Laurie R.: Justice Hall, 2002
King, Laurie R.: The Game, 2004
King, Laurie R.: Locked Rooms, 2005
King, Laurie R.: The Language of Bees, 2009
King, Laurie R.: The God of the Hive, 2010
King, Laurie R.: Pirate King, 2011
King, Laurie R.: Garment of Shadows, 2012
King, Laurie R.: Dreaming Spies, 2015
Koppelmann, Viviane: Sherlock & Watson – Neues aus der Baker Street: 1 – Das Rätsel von Musgrave Abbey (Hörspiel), 2015, ISBN 978-3-86231-518-5
Koppelmann, Viviane: Sherlock & Watson – Neues aus der Baker Street: 2 – Ein Fluch in Rosarot (Hörspiel), 2015, ISBN 978-3-86231-519-2
Klimmek, Friedrich Gerhard: Sherlock Holmes und die wahre Geschichte vom gesprenkelten Band, ISBN 3-9807339-1-2
Kurland, Michael: The infernal device, 1978
Kurland, Michael: Death by gaslight, 1982
Land, Franz-Josef: Sherlock Holmes und das Frühstück in Kent, 2016, ISBN 978-1-5390-4543-4
Lane, Andrew: Young Sherlock Holmes 1. Death Cloud, 2010 (Der Tod liegt in der Luft, 2012) ISBN 978-3-596-19300-4
Lane, Andrew: Young Sherlock Holmes 2. Red Leech, 2010 (Das Leben ist tödlich, 2012), ISBN 978-3-596-19301-1
Lane, Andrew: Young Sherlock Holmes 3. Black Ice, 2011 (Eiskalter Tod), ISBN 978-3-596-19680-7
Lane, Andrew: Young Sherlock Holmes 4. Fire Storm, 2011 (Nur der Tod ist umsonst), ISBN 978-3-596-19722-4
Lane, Andrew: Young Sherlock Holmes 5. Snake Bite, 2012 (Der Tod kommt leise), ISBN 978-3-596-19772-9
Lane, Andrew: Young Sherlock Holmes 6. Knife Edge, 2013 (Der Tod ruft seine Geister), ISBN 978-3-596-03223-5
Lane, Andrew: Young Sherlock Holmes 7. Stone Cold, 2014 (Tödliche Geheimnisse), ISBN 978-3-596-03224-2
Lane, Andrew: Young Sherlock Holmes 8. Night Break, 2015 (Daheim lauert der Tod), ISBN 978-3-596-29622-4
Leblanc, Maurice: L`Aiguille creuse, (Die hohle Nadel, 1965 / 1976, ISBN 3-257-20239-3)
Leblanc, Maurice: Arsene Lupin contre Herlock Sholmes, 1964 (Arsène Lupin kontra Herlock Sholmes; 1983, ISBN 3-257-21026-4)
Leblanc, Maurice: Arsene Lupin, Gentleman-Cambrioleur (Arsene Lupin, der Gentleman-Gauner, 1971)
Lecaye, Alexis: Einstein et Sherlock Holmes, 1989 (Einstein und Sherlock Holmes, 1990, ISBN 3-8105-1116-1)
Letmann, R. C.: The adventures of Picklock Hole, 1901
Lewis, Ann Margaret: Murder in the Vatikan, (Mord im Vatikan), 2010/2015, ISBN 978-3-930883-69-1
London, Francis: Der plötzliche Tod des Kardinals Tosca, 2015, ISBN 978-3-7386-2652-0
Lovisi, Gary: Sherlock Holmes und sein schwierigster Fall, ISBN 978-3-89840-405-1
Lutz, Siegfried von: Der Blitztrust, 1907 / 2004, ISBN 3-934273-05-X
Mann, George: Sherlock Holmes – The Will of the Dead (Der Wille des Toten), 2011/2014, ISBN 978-3-8332-2899-5
Mahrendorff, C. S.: Und sie rührten an den Schlaf der Welt, 1997, ISBN 3-596-16204-1
Matthias, Lee: The pandora plague, 1981
McCredie, Brian D.: The Bee-Keeper's Tale. Mr Holmes' Curious Odyssey, 2013
McGrey, Amanda: Satans Fluch, ISBN 978-3-86473-066-5
McMullen, Kieran: Watsons Afghan Adventure; 2011
Mercer, Patrick: "Doktor Watsons Kommando", E-Book, Endeavourpress 2015
Merkle, William: Sherlock Holmes und der Wiedergänger, Blitz-Verlag 2016, ohne ISBN.
Meyer, Nicholas: The Seven-per-cent-Solution, 1974 (Sherlock Holmes und der Fall Sigmund Freud, 1995, ISBN 3-404-13648-9), verfilmt unter dem Titel: Kein Koks für Sherlock Holmes
Meyer, Nicholas: The Canary Trainer, 1993 (Sherlock Holmes und das Phantom der Oper, 1994, ISBN 3-404-13596-2)
Meyer, Nicholas: The West-End Horror, 1976 (Der Mann des Schreckens, 1985 sowie Sherlock Holmes und die Theatermorde, 1995, ISBN 3-404-13703-5)
Millett, Larry: Sherlock Holmes and the Red Demon, 2001
Millett, Larry: Sherlock Holmes and the Ice Palace Murders, 2011
Mitchelson, Austin/Utechin, Nicholas: Hellbirds, 1977 (Die Höllenvögel von Heavens Portal, 1977, ISBN 3-8212-0826-0)
Mitchelson, Austin/Utechin, Nicholas: The earthquake machine, 1977 (Die Erdbebenmaschine, 1977, ISBN 3-8212-0825-2)
Moore, Alan: The League of Extraordinary Gentlemen, 1999 ff. (Die Liga der außergewöhnlichen Gentlemen 1969), ISBN 978-3-86607-465-1
Moore, Graham: The Sherlockian, 2010 (Der Mann, der Sherlock Holmes tötete, 2019, ISBN 978-3-8479-0038-2)
Morgan, Roberts: Spotlight on a simple case, 1959
Moriarty, James: Die Wahrheit über Sherlock Holmes. Eichborn ISBN 978-3-8218-3688-1
Naslund: Sena Jeter: Sherlock in Love, 1993 (Sherlock verliebt, 1997, ISBN 3-546-00124-9)
Newman, Robert: The Case of the Bakerstreet Irregular 1978 (Das Geheimnis der schwarzen Kutsche)
Niemann, Uwe: Sherlock Holmes und das Rätsel der eiskalten Hand, 2014, ISBN 978-3-942641-28-9
Norbu, Jamyang/Bauer, Stefan: Sherlock Holmes, Das Mandala des Dalai Lama; 2004, ISBN 3-404-15128-3
Oatley, Keith: The Case of Emily V. 1993 (Der Fall Emily V., 1996), ISBN 3-250-10294-6
Obahor, Samuel: Der Marionettenspieler, 2020, ISBN 978-3-7407-6620-7
Ostwald, Thomas: Sherlock Holmes und die geheimnisvollen Diamanten, 1983, ISBN 3-88101-703-8
Ostwald, Thomas: Sherlock Holmes jagt das schwarze Phantom, 1983, ISBN 3-88101-704-6
Ostwald, Thomas: Sherlock Holmes und die Maske des roten Todes, 1983, ISBN 3-88101-705-4
Ostwald, Thomas: Sherlock Holmes und die Schule der Verbrecher, 1983, ISBN 3-88101-730-5
Ostwald, Thomas: Sherlock Holmes und der Werwolf von Blackwood Castle, 1983, ISBN 3-88101-731-3
Ostwald, Thomas: Sherlock Holmes und das Gold des schwarzen Abtes, 1983, ISBN 3-88101-741-0
Ostwald, Thomas: Geheimakte: Braunschweig, 2015, ISBN 978-3-925320-33-0
Palmer, Stuart: The adventure of a marked man, 1973
Pearlman, Gilbert: The adventures of Sherlock Holmes smarter brother, 1975 (verfilmt)
Pearson, Edmund L.: The adventure of the lost manuscriptes, 1974
Pearson, Edmund L.: Sherlock Holmes and the drood mystery, 1973
Perry, Anne: Die letzte Königin (nur die Geschichten: Die Mitternachtsglocke – Das Weihnachtsgeschenk)
Petty, Heather: Lock & Mori, 2015 (My Dear Sherlock – Wie alles begann, 2015, ISBN 978-3-570-17152-3)
Petty, Heather: Lock & Mori – Mind Games, 2016 (My Dear Sherlock – Nichts ist, wie es scheint, 2016, ISBN 978-3-570-17251-3)
Pirie, David: The Patient's Eyes, 2001 (Die Augen der Heather Grace), 2014, ISBN 978-3-404-16974-0
Pirie, David: The Night Calls, 2002 (Die Zeichen der Furcht), 2015, ISBN 978-3-8387-5938-8
Pirie, David: The Dark Water, 2004 (Die Hexe von Dunwich), 2015, ISBN 978-3-404-17243-6
Postma, Heiko: »Exzellent!« rief ich - »Elementar«, sagte er. ISBN 978-3-940970-03-9
Preyer, J. J.: Holmes und die Freimaurer, 2006, ISBN 3-89840-215-0
Preyer, J. J.: Sherlock Holmes und die Shakespeare-Verschwörung, 2009; ISBN 978-3-89840-278-1
Preyer, J. J.: Sherlock Holmes und die Moriarty-Lüge, 2012, ISBN 978-3-89840-336-8
Preyer, J. J.: Sherlock Holmes und der Fluch der Titanic, 2011, ISBN 978-3-89840-291-0
Preyer, J. J.: Sherlock Holmes und der Teufel von St. James, 2013, ISBN 978-3-89840-380-1
Preyer, J. J.: Sherlock Holmes und das Freimaurerkomplott, 2015, Blitz-Verlag, E-Book
Queen, Ellery: Ellery Queen vs. Jack the Ripper, A study in terror, 1966 (Sherlock Holmes und Jack the Ripper, 1989, ISBN 3-7701-2188-0)
Queen, Ellery: The missadventures of Sherlock Holmes, 1944
Reinhard-Jost, Sabine: Die neue Katakombe, 1985, ISBN 3-440-05538-8
Richardson, Robert: The Book of the Dead, 1989 (Sherlock Holmes im Tresor)
Rieger, Berndt: Voodoo Holmes, die verliebte Mumie. Blitz-Verlag, ISBN 978-3-89840-218-7
Rieke, Johanna M.: Die Themsemorde, Frankfurt/Main, 2012, ISBN 978-0-85727-146-4
Rieke, Johanna M.: Das Geheimnis der drei Mönche, Frankfurt/Main, 2014, ISBN 978-3-86369-228-5
Rieke, Johanna M.: Das Rätsel der ägyptischen Grabkammer, Frankfurt/Main, 2015, ISBN 978-3-86369-257-5
Rieke, Johanna M.: Eine Studie in Basilisken, 2016, ISBN 978-3-86369-292-6
Saberhagen, Fred S.: The Holmes-Dracula File, 1978
Schüler, Wolfgang: Sherlock Holmes in Leipzig. 2011, ISBN 978-3-942446-08-2
Schüler, Wolfgang: Sherlock Holmes in Berlin, 2012, ISBN 978-3-942446-46-4
Schüler, Wolfgang: Sherlock Holmes in Dresden, 2013, ISBN 978-3-942446-84-6
Schüler, Wolfgang: Sherlock Holmes und die Schwarze Hand, 2014, ISBN 978-3-95441-159-7
Schüler, Wolfgang: Sherlock Holmes und die letzte Fahrt der Lusitania, 2015, ISBN 978-3-95441-225-9
Schüler, Wolfgang: Sherlock Holmes – Das Rätsel des Diskos von Paistos, 2021, Blitz-Verlag
Shepherd, Michael: Sherlock Holmes and the case of Dr. Freud, 1985 (Sherlock Holmes und der Fall Sigmund Freud; 1986)
Smith, Denis O.: The purple hand, 1982 (Die violette Hand, 1996, ISBN 3-930932-21-0)
Smith, Denis O.: The zodiac plate, 1994 (Die Schale des Zodiakus; 1997, ISBN 3-930932-20-2)
Smith, Denis O.: Das Geheimnis von Shoreswood Hall
Smith, Denis O.: Der Weihnachtsbesucher
Soares, Jô: O Xangô de Baker Street, 1995 (Sherlock Holmes in Rio; 1997, ISBN 3-458-16840-0), 2002 verfilmt von Miguel Faria Jr. (s. O Xangô de Baker Street, u. a. mit Jô Soares selbst)
Stashower, Daniel: The Adventure of the Ectoplasmic Man (Sherlock Holmes und der Fall Houdini, 2005, ISBN 3-404-15422-3)
Starrett, Vincent: The unique Hamlet, 1920
Stemmle, R.A.: Der Mann, der Sherlock Holmes war, 1937, ISBN 3-359-00856-1 (verfilmt mit Hans Albers und Heinz Rühmann)
Stokes, Arthur: Checkmate, 1980
Symons, Julian: The three-pipe problem, 1975 (Sherlock in der Klemme, 1985)
Tafel, Jaroslwav: Mein heißer Sommer mit Sherlock Holmes, 1997
Thierry, James F.: The adventure of the Eleven Cuff Buttons, 1918
Thoene, Jake und Luke: The Mysterie of the yellow hands (Das Geheimnis der gelben Hände, ISBN 3-89490-165-9)
Thoene, Jake und Luke: The giant rat of Sumatra, 1995; (Die Riesenratte von Sumatra, 1986), ISBN 3-89490-146-2
Thoma, Ludwig: Der Münzdiebstahl oder Sherlock Holmes in München, 1906
Thoma, Ludwig: Der vergiftete Museumsleiter oder der Schlag auf den Hinterkopf, 1916
Thomas, Frank: Sherlock Holmes and the golden bird, 1979 (Sherlock Holmes – Der goldene Vogel, 1983, ISBN 3-440-05219-2)
Thomas, Frank: Sherlock Holmes and the Panamian girls, 1988 (Sherlock Holmes – Die Mädchen aus Panama, 1988, ISBN 3-440-05929-4)
Thomas, Frank: Sherlock Holmes and the sacret sword, 1980 (Sherlock Holmes – Das heilige Schwert, 1984, ISBN 3-440-05277-X)
Thomas, Frank: Sherlock Holmes and the treasure train, 1983 (Sherlock Holmes – Der Goldraub, 1985, ISBN 3-440-05533-7)
Thomas, Frank: Sherlock Holmes and the masquarade murders, 1984 (Sherlock Holmes – Der Maskenmörder, 1987, ISBN 3-440-05712-7)
Todd, Peter: The adventures of Herlock Sholmes, 1976
Tötschinger, Gerhard: Sherlock Holmes und das Geheimnis der Sachertorte, 1988, ISBN 3-7844-2205-5
Tötschinger, Gerhard: Sherlock Holmes und das Geheimnis von Mayerling, 2008, ISBN 3-85002-657-4
Townsend, Larry: The sexual adventures of Sherlock Holmes, 1993 (Heiße Fälle für Sherlock Holmes, 1997)
Trow, M. J.: The adventures of Inspektor Lestrade, 1985 (Lestrade und die Struwwelpeter-Morde, 1990, ISBN 3-499-42952-7)
Trow, M. J.: Brigade. Further adventures of Inspektor Lestrade, 1986 (Lestrade und der tasmanische Wolf, 1990, ISBN 3-499-42965-9)
Trow, M. J.: Lestrade and the hallowed house, 1987 (Lestrade und der Sarg von Sherlock Holmes, 1991, ISBN 3-499-42976-4)
Trow, M. J.: Lestrade and the Leviathan, 1987 (Lestrade und die Reize der Mata Hari, 1992, ISBN 3-499-42976-4)
Trow, M. J.: Lestrade and the brother of death, 1988 (Lestrade und das Einmaleins des Todes, 1992, ISBN 3-499-42990-X)
Trow, M. J.: Lestrade and the ripper, 1988 (Lestrade und Jack the Ripper, 1994, ISBN 3-499-42998-5)
Trow, M. J.: Lestrade and the guardian angel, 1990 (Lestrade und das Rätsel des Skarabäus, 1996, ISBN 3-499-43020-7)
Trow, M. J.: Lestrade and the deadly game, 1990 (Lestrade und die Spiele des Todes; 1996, ISBN 3-499-43034-7)
Trow, M. J.: Lestrade and the gift of the prince, 1991 (Lestrade und der Schlossgeist von Balmoral, 1997, ISBN 3-499-43071-1)
Twain, Mark: A double barelled detective story, 1902
Utechin, Nicholas: Sherlock Holmes at Oxford, 1977
Vaugn, Ralph E.: Sherlock Holmes and the Coils of Time, 2005 (Sherlock Holmes und die Zeitmaschine, 2012), ISBN 978-3-89840-323-8
Veys, Pierre: Baker Street. Sherlock Holmes und das sprechende Pferd. Piredda Verlag ISBN 978-3-941279-39-1
Veys, Pierre: Baker Street. Sherlock Holmes und der Club der tödlichen Sportarten. Piredda Verlag, ISBN 978-3-941279-36-0
Veys, Pierre: Baker Street. Sherlock Holmes und die Kamelienmänner. Piredda Verlag, ISBN 978-3-941279-37-7
Veys, Pierre: Baker Street. Sherlock Holmes und der Schatten des M. Piredda Verlag, ISBN 978-3-941279-38-4
Walter, Klaus-Peter: Sherlock Holmes im Reich des Cthulhu, 2008, ISBN 978-3-89840-274-3
Walter, Klaus-Peter: Sherlock Holmes und Old Shatterhand, 2011, ISBN 978-3-89840-320-7
Walter, Klaus-Peter: Sherlock Holmes und der Werwolf, 2013, ISBN 978-3-89840-338-2
Walter, Klaus-Peter: Sherlock Holmes und der Golem von Prag, 2016, ISBN 978-3-95441-287-7
Wayand, Peter: Iron Holmes im Spiegel, Aus den unveröffentlichten Fallnotizen es Dr. Watson (Zum 50. Geburtstag von Robert Downey Jr.), in: The Baker Street Chronicle, hrsg. v. DSHG Verlag, 5. Jahrgang, Nr. 17, ISSN 2192-5984, Ludwigshafen am Rhein: DSHG Sommer 2015, S. 18–20
Wayand, Peter: Porlock in: Der Guide zur SherloCON 2016, hrsg. v. der Deutschen Sherlock-Holmes-Gesellschaft, o. A., o. O., o. J., S. 18–31
Wayand, Peter: Die Tochter in: Die Geschichte von Lyzzie & Ilma. Sonderbeilage des The Baker Street Chronicle. Winterausgabe 2016, ISSN 2192-5984, o. A., Ludwigshafen am Rhein: DSHG Verlag 2016, S. 22–30
Wayand, Peter und Nikolaus, Kurt: Der Hammer des Donnergottes. Die Sherlock-Holmes-Posthum-Saga Teil 1, Eine Fantasy-Parodie aus Walhall, Sonderpublikation des Baker Street Chronicle, Ausgabe 25, Sommer 2017, ISSN 2192-5984, o. A., Ludwigshafen am Rhein: DSHG Verlag 2017
Weinstein, Zeus: Sherlock Holmes – Die Wahrheit über Ludwig II., 1978
Wellmann, Manly Wade: Sherlock Holmes War of the Worlds, (Sherlock Holmes vs. Mars, 1975)
Wendeberg, Annelie: The Devil´s Grin (Teufelsgrinsen), 2013, ISBN 978-3-462-04759-2
Wendeberg, Annelie: The Fall (Tiefer Fall), 2014, ISBN 978-3-462-04665-6
Wendeberg, Annelie: The Journey (Die lange Reise), 2014, ISBN 978-3-462-04762-2
Wendeberg, Annelie: The Lion´s Courtship (Der irische Löwe), 2014, ISBN 978-3-462-04763-9
Wincor, Richard: Sherlock Holmes in Tibet, 1968
Winges; Stefan: Der vierte König, 2000, ISBN 3-89705-189-3
Winges, Stefan: Tod auf dem Rhein, 2004, ISBN 3-89705-318-7
Whitaker, Arthur: The case of the man who was wanted, 1914
Wolff, Lutz: Das Spiel hat begonnen, Watson, ISBN 978-3-458-35871-8

## Kurzgeschichtensammlungen
Ashley, Mike: The Mammoth Book of New Sherlock Holmes Stories (Sherlock Holmes und der Fluch von Addleton, 2003, ISBN 3-404-14916-5) Kurzgeschichtensammlung diverser Autoren mit folgenden Geschichten:
Baxter, Stephen: The Adventure of the Inertial Adjusto (Der Masse-Regulierer)
Betancourt, John Gregory: The Adventure of the Amateur Mendicant Society (Die Amateurbettelgemeinschaft)
Brown, Eric: The Vanishing of the Atkinsons (Das Verschwinden der Atkinsons)
Clark, Simon: The Adventure of the Fallen Star (Der gefallene Stern)
Copper, Basil: The Adventure of the Percecuted Painter (Der geplagte Maler)
Crowther, Peter: The Adventure of the Touch of God (Gottes Fingerabdruck)
Davies, David Stuart: The Darlington Substitution Scandal (Der Fälschungsskandal der Darlingtons)
Doyle, Michael: The Legacy of Rachel Howells (Die Hinterlassenschaft der Rachel Howells)
Edwards, Martin: The Case of the Suicidal Lawyer (Selbstmord eines Anwalts)
Erzinclioglu, Zakaria: The Adventure of the Bulgarian Diplomat (Der bulgarische Diplomat)
Greenwood, L. B.: The Case of the Last Battle (Die letzte Schlacht)
Griffin, Claire: The Case of the Incumbent Invalid (Die bettlägerige Dame)
Hoch, Edward D.: The Adventure of Vittoria the Circus Bell (Vittoria, die Zirkusschönheit)
Johnson, Roger: The Adventure of the Grace Chalice (Der gestohlene Kelch)
Keating, H. R. F.: The Adventure of the Suffering Ruler (Der leidende Herrscher)
Langford, David: The Repulsive Story of the Red Leech (Die abscheuliche Geschichte vom roten Blutegel)
MacIntyre, F. Gwynplaine: The Enigma of the Warwickshire Vortex (Das Rätsel des Warwickshire-Wirbels)
Moorcock, Michael: The Adventure of the Dorset Street Lodger (Der Untermieter)
Myers, Amy: The Adventure of the Faithful Retainer (Der getreue Diener)
Roberts, Barrier: The Mystery of the Addleton Curse (Der Fluch von Addleton)
Roden, Barbara: The Adventure of the Suspect Servant (Das verdächtige Dienstmädchen)
Smith, Denis O.: The Adventure of the Silver Buckle (Die silberne Schnalle)
Smith, Guy N.: The Case of the Sporting Squire (Der jagende Gutsbesitzer)
Tremyne, Peter: The Affray at the Kildare Street Club (Der Diebstahl im Kildare Street Club)
Weinberg, Robert & Gresh, Lois H.: The Adventure of the Parisian Gentleman (Der Pariser Gentleman)
Wilson, Derek: The Boothersome Business of the Dutch Nativity (Die lästige Angelegenheit mit dem Rembrandt)
Asimov, Isaac: Sherlock Holmes through time and space, 1984 (Mit Sherlock Holmes durch Zeit und Raum, 1987) (SF-Kurzgeschichtensammlung verschiedener Autoren mit folgenden Storys)
Anderson, Poul/Dickson, Gorden: The adventure of the misplaced hound (Die Rückkehr des Hundes von Baskerville)
Asimov. Isaac: Sherlock Holmes (Sherlock Holmes)
Asimov, Isaac: The ultimate crime (Das ultimative Verbrechen)
Farber, S. N.: The great dormitory mystery (Das große Geheimnis des Studentenwohnheims)
Farmer, Philip Jose: A scarletin study (Eine Scharlachstudie)
Farmer, Philip Jose: The problem of the sore bridge – among others (Das Problem der verdrossenen Brücke – unter anderem)
Lear, Anne: The adventure of the global traveller (Das Abenteuer des Weltreisenden)
Lanier, Sterling: A fathers tale (Die Geschichte eines Vaters)
Powell, James: Death in the Christmas hour (Tod in der Weihnachtsstunde)
Reynolds, Mack: The adventure of the Extraterrestrial (Das Abenteuer mit dem Außerirdischen)
Saberhagen, Fred: The adventure of the metal murderer (Das Abenteuer des metallenen Mörders)
Wellen, Edward: Voiceover (Die Stimme aus dem Nichts)
Williamson, Barbare: The thing waitung autside (Was draußen wartet)
Wolfe, Gene: Slaves of silver (Silbersklaven)
Bionda, Alisha (Hrsg.): Das Geheimnis des Geigers, 2006, ISBN 3-89840-214-2 Kurzgeschichtensammlung div. Autoren mit folgenden Geschichten:
Christian von Auster: Das Renardi-Komplott
Christian Endres: Der Henker
Andreas Gruber: Glauben Sie mir, mein Name ist Dr. Watson
Hermann Agis: Der Vorfall
Linda Budinger: Der schwarze Joe
Matthias Heyen: Das Geheimnis des Geigers
Stefanie Hübner-Raddatz: Der Tote von Belgrave Manor
Dominic Irtenkauf: Holmes und das Abenteuer um den Tintenklecks
Markus Kastenholz: Die brennende Leiche
Stephan Peters: Ein Fall von Nekrophilie
Martin Barkawitz: Der ägyptische Gnom
Christian Schönwetter: Der Fall, den S.H. nicht lösen konnte
Klaus-Peter Walter: Sherlock Holmes und der Tote vom Sewer
Klaus Mühle: Kandelaber-Dessous
Artur Gordon Wolf: Die blaue Taube
Berndt Rieger: Der Dolch
Bionda, Alisha (Hrsg.): Sherlock Holmes – der verwunschene Schädel, 2011, ISBN 978-3-902802-04-0 Kurzgeschichtensammlung div. Autoren mit folgenden Geschichten:
Christian Endres: Sherlock Holmes und das Unmögliche
Karl-Georg Müller: Das verbotene Buch von Columban
Erik Hauser: Sherlock Holmes und der verschwundene Fakir
Tanya Carpenter: Sherlock Holmes und die Eisprinzessin
Klaus-Peter Walter: Sherlock Holmes und das Geheimnis der Unsterblichkeit
Oliver Plaschke: Der verwunschene Schädel
Christian Endres: Der Fall der gebrochenen Achsen
Florian Hilleberg: Der Werwolf von Canterbury
Melanie Stone: Sherlock Holmes und das schwarze Biest von Epping Forest
Barbara Büchner: Sherlock Holmes und der Kephalophagus
Guido Krain: Der Gesichtslose
Bionda, Alisha (Hrsg.): Sherlock Holmes – das ungelöste Rätsel, 2011, ISBN 978-3-902802-05-7 Kurzgeschichtensammlung div. Autoren mit folgenden Geschichten:
Christoph Marzi: das ungelöste Rätsel
Arthur Gordon Wolf: Wheezy-Joe oder der dunkle Gott der Menge
Klaus-Peter Walter: Watson und die Frau aus dem Meer
Aino Laos: Das Duplikat
Sören Prescher: Der verfluchte Mann
Klaus-Peter Walter: Sherlock Holmes und der Orchideenzüchter
Christian Endres: Sherlock Holmes und das Uhrwerk des Todes
Andrä Martyna: Die Kreatur von Eastchurch
Antje Ippensen: Charlys Welt und Sherlocks Beitrag
Klaus-Peter Walter: Sherlock Holmes und der Arpaganthropus
Linda Budinger: Der stählerne Stahl
Christian Endres: Sherlock Holmes – der unsterbliche Meisterdetektiv
Bionda, Alisha (Hrsg.): Sherlock Holmes und das Druidengrab, 2012, ISBN 978-3-927071-75-9 Kurzgeschichtensammlung div. Autoren mit folgenden Geschichten:
Hoes, Desiree: Eine Studie in Blut
Voss, Vincent: Stimmen aus dem jenseits
Scapari, Ramon: Die brennende Brücke
Bern, Tanja: Holmes und der Wiedergänger
Bracht, Anke: Sherlock Holmes und der Geist von Carningtion Hall
Walter, Klaus-Peter: Sherlock Holmes und der Golem
Krain, Guido: Die Geisterschlange von Caston Hall
Büchner, Barbara: Sherlock Holmes und das Druidengrab
Flögel, Andreas: Der Fremde
Prescher, Sören: Schleichendes Gift
Bätz, Volker: Sherlock Holmes und der Schatten des Chronos
Fuchs, Ralf: Sekhmet darf nicht gedient werden
Carpenter, Tanya: Im Rauch der Meerschaumpfeife
Bionda, Alisha (Hrsg.): Sherlock Holmes und die Tochter des Henkers, 2013, ISBN 978-3-927071-77-3, Kurzgeschichtensammlung div. Autoren mit folgenden Geschichten:
Hoese, Desiree und Frank: Das Rätsel des Rad fahrenden Affen
Carpenter, Tanya und Karin, Guido: Holmes und die Selbstmörder von Harrogate
Ippensen, Antje und Schwekendiek, Margret: Die Tochter des Henkers
Hauser, Erik und Blaschke, Oliver: Die Wahrheit über Sherlock Holmes
Büchner, Barbara (Hrsg.): Sherlock Holmes und das verschwundene Dorf, 2013, ISBN 978-3-927071-78-0, Kurzgeschichtensammlung von Barbara Büchner mit folgenden Geschichten:
Die drei Kameraden
Der unsichtbare Würger
Die Musik des Teufels
Vater Eisenhut und der verfluchte Wald
Die Verbrechen des Doktor Freund
Die beiden Sonderlinge
Epilog
Carr, John Dickson/Doyle, Adrian Conan: The Exploits of Sherlock Holmes, 1954 (Sherlock Holmes Nachlass 1 & 2, 1971) (Kurzgeschichtensammlung mit folgenden Geschichten)
Carr, John Dickson: Die Kartenspieler im Wachsfigurenkabinett
Carr, John Dickson: Das Rätsel des Regenschirms
Doyle, Adrian Conan & Carr, John Dickson: Sieben Uhren
Doyle, Adrian Conan & Carr, John Dickson: Die goldene Taschenuhr
Doyle, Adrian Conan: Das verriegelte Zimmer
Doyle, Adrian Conan: Das Glück von Lavington
Doyle, Adrian Conan: Das Henkersbeil
Doyle, Adrian Conan: Die dunklen Engel
Doyle, Adrian Conan: Der verschwundene Rubin
Doyle, Adrian Conan: Zwei Frauen
Doyle, Adrian Conan: Die rote Witwe
Doyle, Adrian Conan: Der Vogelfreund
Deutsche Sherlock-Holmes-Gesellschaft „Von Herder Airguns Ltd.“: Das Giftbuch des Sherlock Holmes, 2010, ISBN 978-3-930932-93-1 (Kurzgeschichtensammlung diverser Autoren mit folgenden Geschichten)
Acker, Andreas: Die Herausforderung 
Glücklich, Nicole: Sherlock Holmes und der Kopf des Professors
Lind, Chris: Die Untiefen der Seele 
Nikolaus, Kurt: Sherlock Holmes und das Deerstalker-Abenteuer 
Poignée, Christian: Der Mord in Blackheath
Seliger, Dirk: Das Einstein-Rätsel 
Tholen, Brigitte: Der Fall Lowtoy
Greenberg, Martin H./Rössel-Vaugh (Hrsg.): The new adventures of Sherlock Holmes, 1987 (Die neuen Abenteuer des Sherlock Holmes, 1989, ISBN 3-404-28178-0). Kurzgeschichtensammlung verschiedener Autoren mit folgenden Storys:
Breen, Joh: The return of the speckled band (Die Rückkehr der gefleckten Schlange)
Estleman, Loren: Dr. und Mrs. Watson at home (Dr. und Mrs. Watson zu Hause)
Gilbert, Michael: The two footmen (Die zwei Bediensteten)
Harringston, Joyce: The adventure of the Gowanus abduction (Das Abenteuer der Gowanus-Entführung)
Harrison, Michael: Sherlock Holmes and the woman (Sherlock Holmes und die Frau)
Hughes, Dorothy: Sherlock Holmes and the muffin (Sherlock Holmes und das Teeküchlein)
Jones, Barry: The shadows of the lawn (Die Schatten auf dem Rasen)
Kaminsky, Stuart: The final toast (Der letzte Trinkspruch)
King, Stephen: The doctors case (Watsons Fall)
Lovesey, Peter: The curious computer (Der elementare Computer)
Lutz, John: The infernal machine (Die Höllenmaschine)
Ruse, Gary Alan: The phantom chamber (Das Geisterzimmer)
Torre, Lillian de la: The adventure of the persistent marksman (Sherlock Holmes und der beharrliche Meisterschütze)
Wellen, Edward: The Hause that Jack built (Das Haus von Jakob gebaut)
Kästner, Jörg: Sherlock Holmes in 60 Minuten ISBN 978-3-85179-239-3
Kemmer, Wolfgang (Hrsg.): Happy Birthday, Mister Holmes! Neue Fälle für den Meisterdetektiv (Erzählungen, 1997), ISBN 4026411350370 mit folgenden Storys:
Lascaux, Paul: Der Flaschenboden
Winges, Stefan: Der geizige Erbe
Klimmek, Friedrich Gerhard: Sherlock Holmes und der Fall der erstochenen Leiche
Kemmer, Wolfgang: Sherlock Holmes und der Fall des erstochenen Propheten
Kruse, Tatjana: Eine stringente Kausalitätskette – Mord in einer Männer-WG
Hartmann, Sabine: Der Banküberfall
Kramp, Ralf: Das Gesicht im Nebel
Hahn, Nikola: Sherlock Holmes und das ostindische Kamel
Krohn, Rolf: Sherlock Holmes und die Farben des Verbrechens (Blitz-Verlag 2016, ohne ISBN) mit folgenden Storys:
Das blaue Licht
Der rote Edelstein
Der grüne Dunst
Der gelbe Tropfen
Reaves, Michael/Pelan, John: Shadows over Baker Street (Sherlock Holmes, Schatten über Baker Street, 2005, ISBN 3-404-15387-1) (Kurzgeschichtensammlung mit folgenden Storys:
Gaimann, Neil: Eine Studie in Smaragdgrün
Bear, Elizabeth: Tiger! Tiger,
Perry, Steve: Der Flammendolch
Altman, Steven-Elliot: Ein Fall von königlichem Blut
Lowder, James: Die weinenden Masken
Stablefort, Brian: Kunst im Blut
Brite, Poppy/Ferguson, David: Das fastende Mädchen
Hambley, Barbara: Die Nichte des Altertumsforschers
Pelan, John: Das Geheimnis des Wurmes
Finch, Paul: Das Rätsel des Gehenkten
Lebbon, Tim: Das Grauen hat viele Gesichter
Reaves, Michael: Das Manuskript des Arabers
Kiernan, Caitlin: Der ertrunkene Geologe
Vourlis, John: Ein Fall von Schlaflosigkeit
Lupoff, Richard: Das voorische Zeichen
Macintyre, Gwynplaine: Entscheidung auf Exham Priory
Wilson, David/Macomber, Patricia Lee: Der Tod stand ihm nicht gut
Clark, Simon: Albtraum auf Wachs
Resnick, Mike/Greenberg, Martin H. (Hrsg.): Sherlock Holmes in Orbit, 1995, Kurzgeschichtensammlung verschiedener Autoren mit folgenden Storys:
Effinger, George Alec: The Musgrave Version
Bourne, Mark: The Case of the Detective's Smile
Barton, William: The Adventure of the Russian Grave
McIntyre, Vonda N.: The Adventure of the Field Theorems
Resnick, Laura: The Adventure of the Missing Coffin
Aronson, Mark: The Adventure of the Second Scarf
Robinson, Frank M.: The Phanton of the Barbary Coast
Thomsen, Brian M.: Mouse and the Master
Smith, Dean Wesley: Thow Roads, No Choices
DeChancie, John: The Richmond Enigma
Zeldes, Leah A.: A Study in Sussex
Ruse, Gary Alan: The Holmes Team Advantage
Schimel, Lawrence: Alimentary, My Dear Watson
Tetrick, Byron: The Future Engine
Casper, Susan: Homes Ex Machina
Shaw Gardner, Craig: The Sherlock Solution
Gerrold, David: The Fan Who Molded Himself
Rusch, Kristine Kathryn: Second Fiddle
Nimersheim, Jack: Moriarty by Modem
Robert, Ralph: The Greatest Detective of All Time
Sherman, Josepha: The Case of the Purloined L'Isitek
Lewis, Anthony R.: The Adventure of the Illegal Alien
Malzberg, Barry N.: Dogs, Masques, Love, Death: Flowers
Sawyer, Robert J.: You See But You Do Not Observe
Simner, Janni Lee: Illusions
Resnick, Mike: The Adventure of the Pearly Gate
Sander, Roman: Holmes und der Kannibale, 2005; ISBN 3-89840-212-6 (Kurzgeschichtensammlung)
Baresch, Martin: Das späte Geständnis im Mordfall Mary Watson
Landis, Geoffrey: The Singular Habits of Wasps (Die einzigartigen Verhaltensmuster der Wespen)
Lovisi, Gary: The Loss of the British Bark Sophy Anderson (Holmes und der Kannibale)
Lovisi, Gary: Mycrofts Great Game (Mycrofts großes Spiel)
Roberts, Barrie: The Mysterie of the Addleton Curse (Das Rätsel des Addleton-Fluches)
Sander, Roman: Sherlock Holmes im Labyrinth der Lügen, 2010; ISBN 978-3-89840-278-1 (Kurzgeschichtensammlung)
Klimmek, Friedrich Gerhard: Mrs. Hudsons Theorie
Lovisi, Gary: The Adventure of the missing Detective (Die fehlenden Jahre)
Walter, Klaus-Peter: Auftrag in Kiew
Vaugn, Ralph: Sherlock Holmes in the Adventure of the Ancient Gods (Holmes und die alten Götter)
Khan, Ahmed: Dr. Watsons geheimes Tagebuch
Thomas, Frank: The secret cases of Sherlock Holmes, 1984 (Sherlock Holmes – Verwirrung in London, 1987, ISBN 3-440-05775-5 sowie Sherlock Holmes – Das indische Kleinod, 1986), (Kurzgeschichtensammlung); ISBN 3-440-05583-3 mit folgenden Storys:
Raub ohne Diebstahl
Die Täuschung
Tödlicher Irrtum
Das indische Kleinod
Jade der Glückseligkeit
Walter, Klaus-Peter: Sherlock Holmes und die Drachenlady; 2014, ISBN 978-3-89840-387-0; Kurzgeschichtensammlung div. Autoren mit folgenden Geschichten:
Eichner, Karsten: Der Rheingauen Prinzenraub
Endres, Christian: Die zweiundvierzig Napoleons
Franke, Franziska: Die Riesenratte von Sumatra(Digitalisat)
Franke, Franziska: Dornröschenschlaf
Jackob, Peter: Der verschwundene Diplomat
Schüler, Wolfgang: Das Glas mit dem Magenbitter
Walter, Klaus-Peter: Die Drachenlady
Walter, Klaus-Peter: Schraunenflächen mit geneigter Erzeugungslinie
Watson, Edgar Charles: Sherlock Holmes und die Diamanten der Prinzessin, 2015, Blitz-Verlag ohne ISBN, Sammlung mit folgenden Geschichten:
Die Diamanten der Prinzessin
Das schwarze Phantom
Die Maske des roten Todes
Watson, Edgar Charles: Sherlock Holmes und die Geheimnisse von Blackwood Castle, 2016, Blitz-Verlag ohne ISBN, Sammlung mit folgenden Geschichten:
Die Schule der Verbrecher
Der Werwolf von Blackwood Castle
Das Gold des schwarzen Abtes
Zenker, Tibor: Sherlock Holmes und die ägyptische Mumie, 2021: Edition a, Wien, ISBN 978-3-99001-503-2
Sherlock Holmes und die proletarische Revolution
Sherlock Holmes und die königlichen Gärten
Sherlock Holmes und das Wasser des Lebens
Sherlock Holmes und der japanische Gesandte
Sherlock Holmes und der Fluch des Vampirs
Sherlock Holmes und die ägyptische Mumie

## Graphic Novels
- Beatty/Indro/Francaville: Sherlock Holmes: Year One, 2011 (englisch), ISBN 978-1-60690-217-2
- Cécil (Zeichnungen) und Brunschwig (Text): Holmes. Erster Band: Abschied von der Baker Street, 2013, ISBN 978-3-941087-51-4
- Cécil (Zeichnungen) und Brunschwig (Text): Holmes. Zweiter Band: Der Schatten des Zweifels, 2014, ISBN 978-3-942787-02-4
- Cécil (Zeichnungen) und Brunschwig (Text): Holmes. Dritter Band: Die Frau von Scutari, 2015, ISBN 978-3-942787-35-2
- Cordurié/Bravas: Sherlock Holmes – Society: Band 1., 2015, ISBN 978-3-95839-275-5
- Cordurié/Fattori: Sherlock Holmes – Die Chroniken des Moriarty, 2016, ISBN 978-3-95839-198-7
- Cordurié/Laci: Sherlock Holmes & das Necronomicon, 2014, ISBN 978-3-86869-107-8
- Cordurié/Laci: Sherlock Holmes & die Zeitreisenden, 2016, ISBN 978-3-95839-199-4
- Cordurié/Laci: Sherlock Holmes and the Vampires of London, 2014 (englisch), ISBN 978-1-61655-266-4
- Cordurié/Laci: Sherlock Holmes 2: Tote und Lebende, 2011, ISBN 978-3-941815-69-8
- Cordurié/Nespolino: Sherlock Holmes – Crime Alleys, 2015, ISBN 978-3-95839-133-8
- Edginton/Fabbri: Victorian Undead – Sherlock Holmes vs Zombies; 2010, Panini-Comics, ISBN 978-3-86201-015-8
- Edginton/Fabbri: Victorian Undead – Sherlock Holmes vs. Dracula, 2011, Panini-Comics, ISBN 978-3-86201-174-2
- Moore/Reppion: Sherlock Holmes: The Liverpool Demon, 2013 (englisch), ISBN 978-1-60690-436-7